# Croithlí
Croithlí o Croichshlí (en anglès Crolly) és una vila d'Irlanda, al comtat de Donegal, a la província de l'Ulster. Es troba a la Gaeltacht de Gaoth Dobhair, juntament a la de Na Rosa. Les dues parròquies són separades pel pintoresc riu Croithlí.

## Nines de Croithlí
El poble va guanyar fama nacional i internacional a causa de l'obertura de la fàbrica de Croithlí el 1939 que va començar a fer les famoses nines Crolly. Els primers ninots van ser fets a mà amb un cos tou, un cap fort i braços i cames. Les seves robes estaven fetes de teles locals i les vestidures de punt. A la fàbrica també es feien joguines de peluix per als nens, com els ossos de peluix.

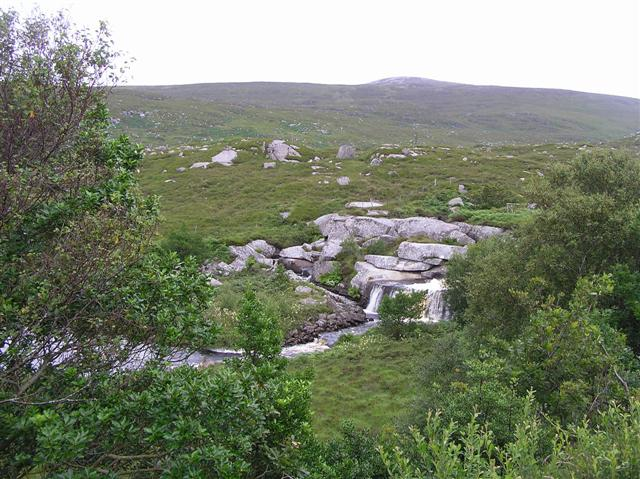
Cascada de Croithlí.

La fàbrica original va tancar en els anys 1970. Això va ser un dur cop per a l'economia local. No obstant això, en 1993 la popularitat de les nines va ser reconeguda i es va tornar a obrir una empresa més petita. La nina Crolly es venen arreu del món.